# Диригент (фільм 2018)
«Диригент» (нід. De dirigent, англ. The Conductor) — фільм нідерландської режисерки Марії Петерс, оснований на фактах життя Антонії Бріко, прем'єра якого відбулася 25 жовтня 2018 року.

## Історія створення
Натхненням до створення картини, за словами Марії Петерс, став документальний фільм «Антонія. Портрет жінки» режисерів Джуді Коллінз та Джила Голдмілоу.
Над своїм фільмом Петерс працювала тринадцять років.
Фільмування проходило в Гаазі, Амстердамі (Нідерланди), Антверпені (Бельгія) та Софії (Болгарія).

## Сюжет
Події фільму розпочинаються у Нью-Йорку у 1926 році.
Віллі Вотерс з дитинства закохана у музику, відтоді, як у п'ятирічному віці почула гру Альберта Швейцера на органі. Вона мріє стати диригентом, попри скептичне ставлення до цього оточення. Щоб оплатити заняття для вступу та подальше навчання у консерваторії, Віллі влаштовується на роботу до кабаре, де грає на піаніно.
Невдовзі вона змушена залишити консерваторію. Також вона дізнається, що її справжнє ім'я Антонія Бріко та те, що її виховували прийомні батьки.
Задля втілення мрії, Антонія їде на свою батьківщину, до Нідерландів, де звертається по допомогу до відомого диригента Менгельберга. Своєю чергою, він направляє її з рекомендаційним листом у Берлін до іншого диригента, Карла Мука.
У Берліні Бріко навчається у Берлінський державній музичній академії та після навчання, за допомогою Мука, успішно виступає з Берлінським філармонічним оркестром, після чого здійснює тур Європою.
Через деякий час вона отримує запрошення на виступ у США, де, за підтримки першої леді, створює Нью-Йоркський симфонічний жіночий оркестр, з яким працює протягом чотирьох років.
Після цього Бріко виступає з різними оркестрами, присвятивши музиці все життя.

## Сприйняття
За відгуком спеціалізованого сайту Slash Film, присвяченого новинам кіноіндустрії, «„Диригент“ наповнить ваше серце любов'ю та надією, надаючи вам щось чудове, що варто дивитися та слухати».

## Нагороди та номініції
- Кінопремія «Золотий фільм», Нідерланди, 2018[6];
- Переможець у номінації «Найкращий акторський талант» (Крістіан де Брейн) на міжнародному кінофестивалі Scenecs, Нідерланди, 2018[7];
- Приз симпатій глядачів, Денверський міжнародний кінофестиваль, США, 2019[8].